# Алберито (Кремона)
Алберито (итал. Alberito) је насеље у Италији у округу Кремона, региону Ломбардија.
Према процени из 2011. у насељу је живело 24 становника. Насеље се налази на надморској висини од 58 м.